# Heide Boysen-Tilly
Heide Boysen-Tilly (geboren 1941, gestorben 2014) war eine deutsche Juristin und Rechtsanwältin. Von 1992 bis 2006 leitete sie das Rechtsamt der Stadt Leipzig und war von 1993 bis 2000 Richterin am Verfassungsgerichtshof des Freistaates Sachsen.

## Beruflicher Werdegang
Bis 1991 war Heide Boysen-Tilly als Rechtsanwältin in Offenbach am Main tätig.
Von 1991 bis 2006 arbeitete sie in der Stadtverwaltung der Stadt Leipzig und leitete dort ab 1992 das Rechtsamt. 2002 war sie die Vertreterin der Stadt Leipzig in einem für Leipzig erfolgreichen Rechtsstreit gegen Anwohner eines Grundstücks, auf dem die Stadt ein jüdisches Gemeindehaus errichten wollte.
2006 ging sie in den Ruhestand und arbeitete danach noch jahrelang als Beraterin des Städtischen Klinikums St. Georg. Bis 2007 hatte sie außerdem eines der beiden Aufsichtsratsmandate bei der WAB Leipzig GmbH i.L. inne, die der Stadt Leipzig als Mitglied der Vereinigung der kommunalen Anteilseigner an der WAB Leipzig GmbH e.V. zustanden. Die Gesellschaft war für die Wasserver- und Abwasserentsorgung der Stadt zuständig.
2012 wurde im Rahmen eines Verfahrens wegen der Veräußerung vermeintlich herrenloser Häuser beim Landgericht Leipzig Anklage gegen sie und fünf weitere Beschuldigte erhoben. Zwar war Heide Boysen-Tilly für den Umgang mit den Häusern im Rathaus verantwortlich, aber ihre Amtszeit lag damals schon länger zurück. Die Staatsanwaltschaft hatte mit Verweis auf eine fünfjährige Verjährungsfrist angekündigt, nur die neueren Fälle zu prüfen, sodass die Anklage gegen sie überraschend kam. Im Rahmen des Verfahrens wurde aufgedeckt, dass in der Behörde unter der Leitung der Juristin zum Teil „chaotische Zustände“ geherrscht hätten, so der zuständige Richter Rüdiger Harr. So seien zwar verwaltungstechnische Fehler begangen worden, aber es sei kein vorsätzliches Handeln belegbar und es gebe keine Anzeichen für Korruption. Heide Boysen-Tilly verstarb 2014 während des Verfahrens, drei andere städtische Mitarbeiter wurden 2014 freigesprochen.

## Politisches Engagement
Heide Boysen-Tilly war Mitglied der SPD. Ab 1971 stand sie dem Ortsverband Offenbach-Bieber vor und war damit die erste Frau in diesem Amt.
Von 1972 bis 1985 war die Juristin Mitglied der Stadtverordnetenversammlung von Offenbach am Main. Von April 1985 bis 1989 saß sie als ehrenamtliche Stadträtin im Magistrat der Stadt. Bei ihrer politischen Arbeit war ihr die Stellung der Frauen im Arbeitsleben und in der Politik ein wichtiges Anliegen.

## Ämter und Mitgliedschaften
Von 1993 bis 2000 war die Juristin stellvertretendes Mitglied am Verfassungsgerichtshof des Freistaates Sachsen.